# Districten van Mozambique
Mozambique is onderverdeeld in tien provincies en één stad. Op lokaal niveau bestaan de municipaliteiten (municipio) en parallel daaraan de districten (distritos); met als uitvoeringsorganen de administratieve posten (posto administrativo) en daaronder de lokaliteiten (localidad).

## Maputo
De stad Maputo bestaat uit zeven administratieve districten:
- KaMpfumo
- Nlhamankulu
- KaMaxaquene

- KaMavota
- KaMubukwana

- KaTembe
- KaNyaka

## Per provincie

### Cabo Delgado
- Ancuabe
- Balama
- Chiúre
- Ibo

- Macomia
- Mecúfi
- Meluco
- Mocímboa da Praia

- Montepuez
- Mueda
- Muidumbe
- Namuno

- Nangade
- Palma
- Pemba Metuge
- Quissanga

### Gaza
- Bilene Macia
- Chibuto
- Chicualacuala

- Chigubo
- Chókwè
- Cidade de Xai-Xai

- Guijá
- Mabalane
- Manjacaze

- Massangena
- Massingir
- Xai-Xai

### Inhambane
- Funhalouro
- Govuro
- Homoine

- Inharrime
- Inhassoro
- Jangamo

- Mabote
- Massinga
- Morrumbene

- Panda
- Vilanculos
- Zavala

### Manica
- Báruè
- Gondola
- Guro

- Machaze
- Macossa
- Manica (district)

- Mossurize
- Sussundenga
- Tambara

### Maputo
- Boane
- Magude
- Manhiça

- Marracuene
- Matutuíne

- Moamba
- Namaacha

### Nampula
- Angoche
- Cidade de Nacala-Porto
- Cidade de Nampula
- Ilha de Moçambique
- Lalaua
- Malema

- Meconta
- Mecuburi
- Memba
- Mogincual
- Mogovolas

- Moma
- Monapo
- Mossuril
- Muecate
- Murrupula

- Nacala-Velha
- Nacaroa
- Namapa-Erati
- Rapale-Nampula
- Ribaue

### Niassa
- Citade de Lichinga
- Cuamba
- Lago
- Lichinga

- Majune
- Mandimba
- Marrupa
- Maúa

- Mavago
- Mecanhelas
- Mecula
- Metarica

- Muembe
- N'gauma
- Nipepe
- Sanga

### Sofala
- Buzi
- Caia
- Chemba

- Cheringoma
- Chibabava
- Dondo

- Gorongosa
- Marromeu
- Machanga

- Maringué
- Muanza
- Nhamatanda

### Tete
- Angónia
- Cahora-Bassa
- Changara

- Chifunde
- Chiuta
- Macanga

- Magoé
- Marávia
- Moatize

- Mutarara
- Tsangano
- Zumbo

### Zambezia
- Alto Molocue
- Chinde
- Gilé
- Gurué

- Ile
- Inhassunge
- Lugela
- Maganja da Costa

- Milange
- Mocuba
- Mopeia
- Morrumbala

- Namacurra
- Namarroi
- Nicoadala
- Pebane